# Casa Colombo
Casa Colombo, anche conosciuta impropriamente come Villa Manara (nome che deriva dalla sua ubicazione in via Luciano Manara), è un edificio storico di Busto Arsizio realizzato nel 1915 su progetto dell'architetto Silvio Gambini.

## Storia
Venne progettata come residenza privata di Luigi Colombo, industriale proprietario dell'omonima tessitura per la quale il Gambini realizzò numerosi progetti tra il 1906 e il 1915, nessuno dei quali fu però realizzato.
Oggi è di proprietà del comune di Busto Arsizio e accoglie spazi a disposizione per gli studenti dell'Università dell'Insubria, che ha un distaccamento presso i vicini Molini Marzoli Massari.

## Descrizione
L'edificio è una casa che si sviluppa su tre piani in perfetto stile Liberty. La facciata ovest, affacciata sulla strada, è scandita da differenti materiali e decorazioni che si alternano dal basso verso l'alto: al piano terra si trova una fascia in pietra a fasce, alta quanto le finestre, che un tempo si raccordava al muro di cinta, oggi demolito. Questa fascia è sormontata da una seconda ad intonaco liscio sovrastata da una decorazione a nastro che collega tutte le finestre del primo piano alla mezzeria: è realizzata in graniglia di cemento decorata con foglie di ippocastano. Proseguendo verso l'alto si trova un'area in mattoni a vista che arriva fino alla mezzeria delle finestre del secondo piano, dove si interrompe lasciando lo spazio ad una nuova fascia in intonaco liscio.

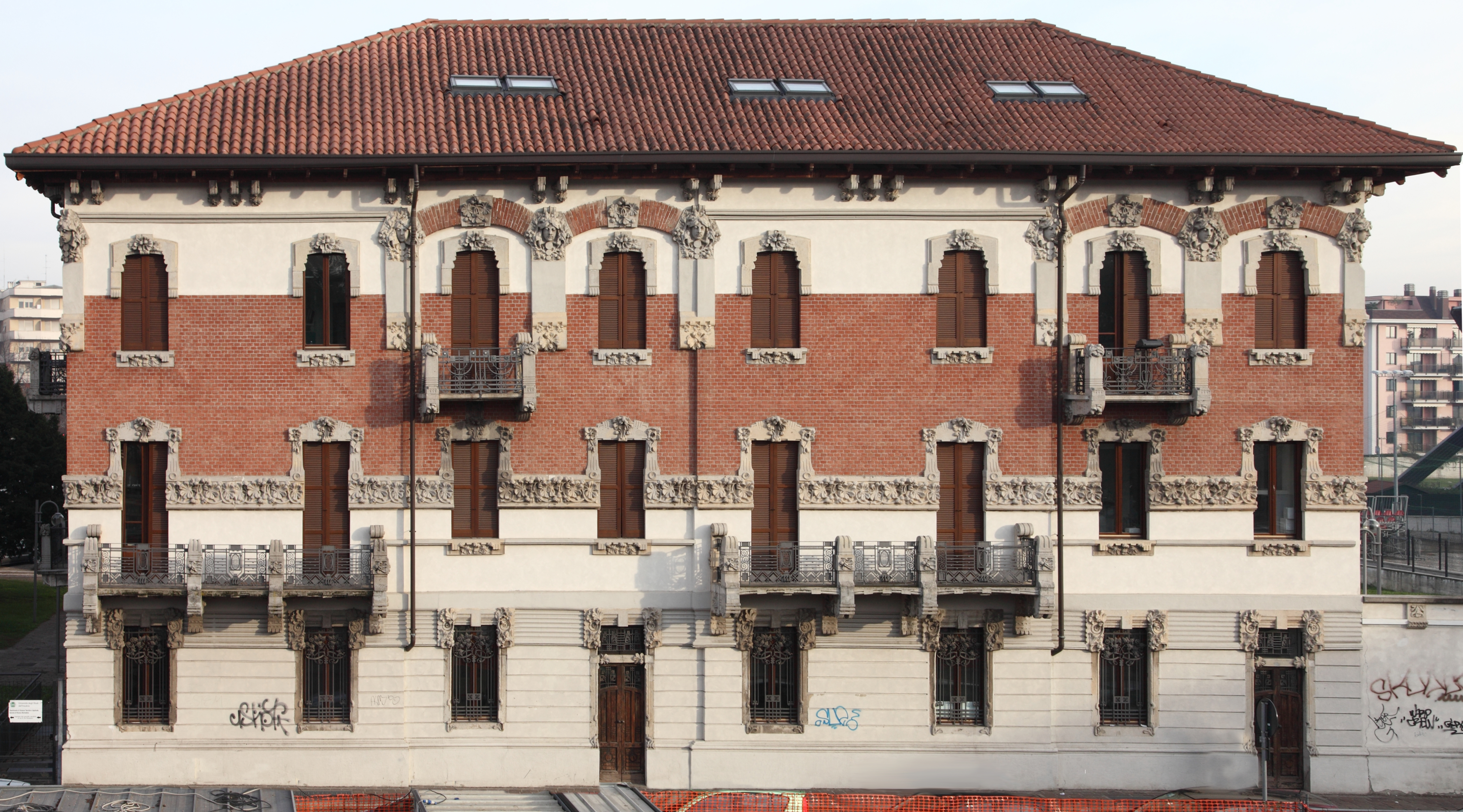
La facciata ovest della villa

La facciata è asimmetrica per la disposizione dei balconi e delle porte e risulta per questo molto movimentata, anche grazie all'alternanza di diversi materiali e soluzioni decorative.
Nella parte alta dell'edificio si trovano altri elementi decorativi, quali le lesene sormontate da motivi floreali e mascheroni che si trovano agli angoli e ad incorniciare quattro finestre, insieme ad altrettanti archi in mattoni.
Le finestre e i balconi sono decorati con elementi vegetali in graniglia di cemento e ferri battuti a linee geometriche ingentilite da foglie d'edera.
Questa complessità decorativa non si trova sul lato est, dove in passato era addossato un altro edificio in seguito demolito. Delle decorazioni all'interno della villa è rimasta solo la scala elicoidale di accesso al primo piano.